# Zach Woods
Zachary (Zach) Woods (Trenton, 25 september 1984) is een Amerikaans acteur.

## Biografie
Zach Woods werd in 1984 geboren in Trenton (New Jersey) in een joods gezin. Zijn vader is een psychiater en sociaal werker en zijn moeder is een verpleegkundige. Hij heeft een oudere broer en een jongere zus.
Hij groeide op in Yardley (Pennsylvania) en studeerde aan achtereenvolgens Pennsbury High School en New York University.

## Carrière
Op zestienjarige leeftijd sloot Woods zich aan bij het improvisatietheater Upright Citizens Brigade. In de jaren 2000 begon hij ook met acteren in films en series. Zo had hij bijrollen in films als In the Loop (2009) en The Other Guys (2010).
Zijn grote doorbraak volgde op televisie. Van 2010 tot 2013 vertolkte hij Gabe Lewis in de komische serie The Office, een Amerikaanse remake van de gelijknamige, Britse serie. Nadien werkte hij ook mee aan drie afleveringen van de satirische reeks Veep. Van 2014 tot 2019 vertolkte hij een hoofdpersonage in de sitcom Silicon Valley.

## Filmografie

### Film
- Terrorists (2004)
- In the Loop (2009)
- The Other Guys (2010)
- High Road (2011)
- Damsels in Distress (2011)
- The Heat (2013)
- Spy (2015)
- Other People (2016)
- Ghostbusters (2016)
- Mascots (2016)
- The Post (2017)
- The Lego Ninjago Movie (2017) (stem)
- The Angry Birds Movie 2 (2019) (stem)

### Televisie (selectie)
- The Office (2010–2013)
- Arrested Development (2013)
- Veep (2013–2014)
- The Good Wife (2013–2016)
- Playing House (2014–2017)
- Silicon Valley (2014–2019)